# Madjissem Beringaye
Madjissem Beringaye, née le 4 novembre 1985 à N'Djaména, est une présentatrice TV, journaliste, productrice, cofondatrice de la société de production audiovisuelle et événementielle So Mad Productions.

## Biographie

### Formation et carrière
Madjissem Beringaye nait le 04 novembre 1985. Elle est originaire de N'Djamena, la capitale tchadienne. Son père était enseignant-chercheur et diplomate, tandis que sa mère dirigeait un centre social. Elle a malheureusement perdu ses deux parents de manière tragique à l’âge de 13 ans.
Après avoir obtenu son baccalauréat littéraire au Tchad, elle s’installe en France pour entamer des études d’histoire à Lille. Cependant, après deux années d’université, elle décide de changer de cap et d’entrer dans la vie active.
Plus tard, elle s’établit à Paris, où elle se construit un cercle de contacts en tissant des liens avec des journalistes, communicants et attachés de presse. Cependant, elle réalise rapidement que cela ne suffit pas. Elle décide alors de reprendre ses études et obtient une licence puis un master en relations internationales à l’Université Paris XII.
En 2012, elle rejoint L'Oréal, où elle intègre les équipes de communication et des relations extérieures, d’abord en tant que stagiaire, puis en CDD. Après près de deux ans au sein de l’entreprise, elle décide de se lancer dans l’entrepreneuriat. Avec ses économies et le soutien de ses amis, elle crée BNM & Associés – un nom qui rend hommage à ses parents décédés, Beringaye Noémie et Marc.
En 2013, elle fait la rencontre de Sonia Rolland, Miss France 2000 d’origine rwandaise. Leurs  expériences africaines respectives et leur désir commun de créer un lien entre la France et leurs pays d’origine, le Tchad et le Rwanda, les rapprochaient. Cette complicité les conduit à s’associer pour fonder une société de production audiovisuelle, So Mad Productions. Dont le premier documentaire produit est, Rwanda mon amour, qui met en lumière les progrès du pays après le génocide
En août 2021, elle est choisie par le groupe Canal+ pour animer Start-UP, une émission dédiée à l’économie africaine.

### Distinctions
Madjissem Beringaye figure également en 2020, dans le classement Choiseul Africa, qui célèbre chaque année « les 100 leaders économiques de demain ».